# Филип фон Хомбург
Филип фон Хомбург (на немски: Philipp Graf von Homburg; † 1284) е граф на Хомбург.

## Произход и наследство
Той е син на граф Фридрих II фон Хомбург († сл. 1274) и третата му съпруга Юта († сл. 1251). Брат е на Дитрих фон Хомбург († сл. 1282) и полубрат на граф Лудвиг фон Сарверден-Хомбург († сл. 1311), женен за Биела фон Саарбрюкен († сл. 1284).
Замъкът Хоенбург е през 12 век седалище на графовете фон Хомбург. След смъртта на последния граф фон Хомбург през 1449 г. замъкът и градът отиват на графовете фон Насау-Саарбрюкен.

## Фамилия
Филип фон Хомбург се жени за Маргарета фон Оксенщайн († сл. 1302), незаконна дъщеря на граф Ото III фон Оксенщайн († 1289/1290). Те имат вероятно четирима сина:
- Конрад фон Хомбург († 6 февруари – 31 декември 1340), женен за Мехтилд фон дер Фелс († сл. 1369), дъщеря на Арнолд фон дер Фелс († сл. 1377), маршал на Люксембург, и Юта фон Вилтц († сл. 1343)
- Фридрих фон Хомбург († сл. 1353)
- Симон фон Хомбург († сл. 1331)
- Хайнрих фон Хомбург († пр. 18 юни 1362)